# 中国家具博物馆
中国家具博物馆 （英語：Chinese Furniture Museum）是台湾桃园市曾經存在的家具博物馆，主要陈列中国古典家具。

## 历史
1984年行政院文化建設委員會主任委員陈奇禄巡视桃園縣政府文化局，提出建设一个家具博物馆。
1986年9月中国家具博物馆正式动工，位于桃園縣政府文化局地下室；由于预算紧张，分三个阶段实施。1992年12月，中国家具博物馆正式对外营业。2014年桃園縣政府文化局改為桃園市政府文化局，中国家具博物馆繼續營運。2019年8月26日，中国家具博物馆結束營運。